# Křížová cesta (Moravská Třebová)
Křížová cesta v Moravské Třebové na Svitavsku vede z města na východ na Křížový vrch. Je chráněna jako nemovitá kulturní památka. Je zakončena sochou kalvárie, která je chráněna samostatně.

## Historie
Křížová cesta byla postavena kolem roku 1723. Čtyři větší barokní kaple lemují cestu ke Kalvárii na Křížovém vrchu. V kaplích byla umístěna zastavení křížové cesty, takzvané Moravskotřebovské pašije.

### Poutní místo

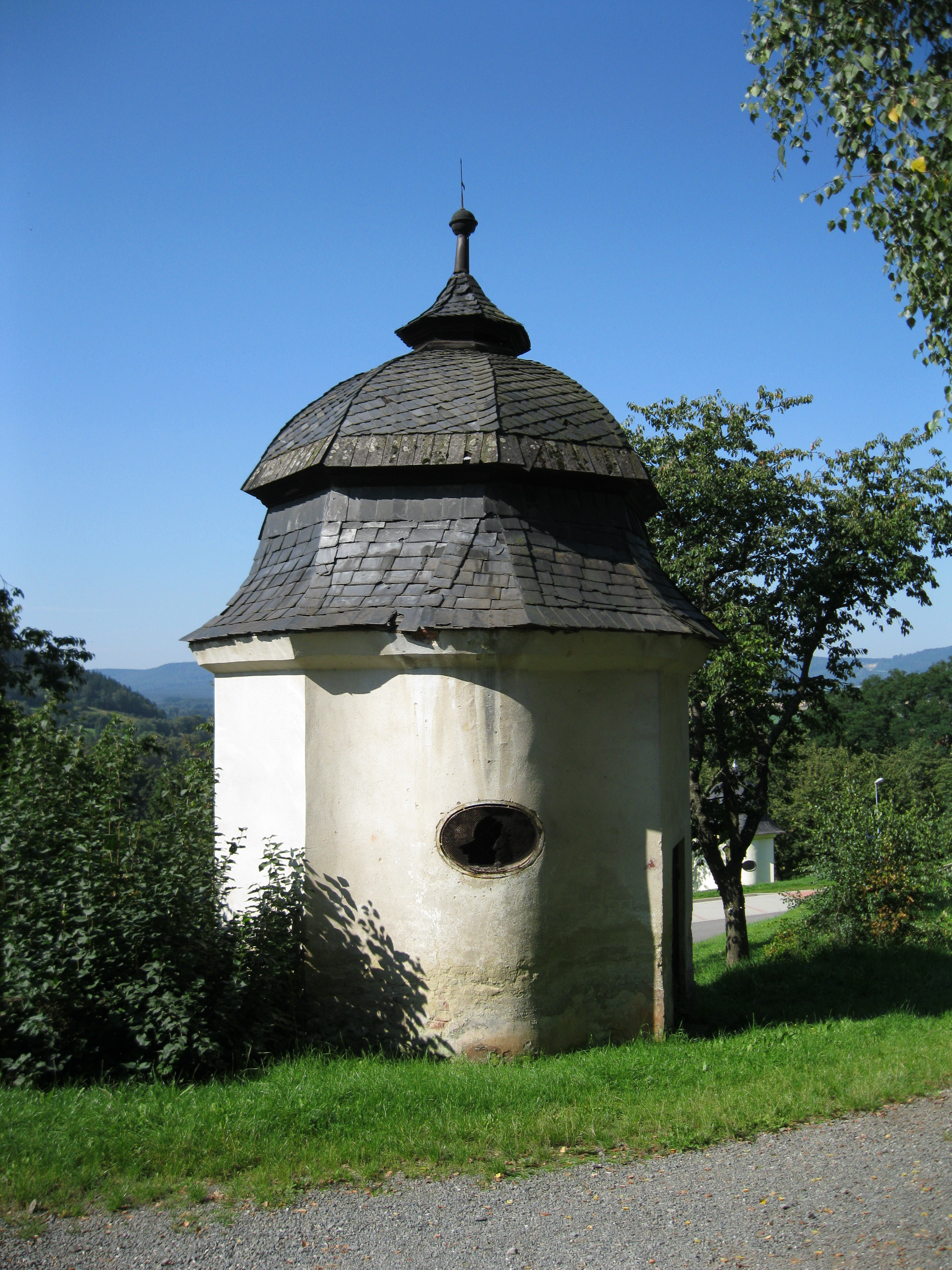
Kaple křížové cesty v Moravské Třebové

Křížová cesta začínala ve farním kostele Nanebevzetí Panny Marie, pokračovala přes kamenný most Svatého Jana a poté stoupala na Křížový vrch ke Kalvárii, tvořené třemi kříži a barokním sousoším s postavami Panny Marie, svatého Jana a dvou andělů. Z celého plánovaného komplexu staveb vznikla pouze Kalvárie a čtyři barokní kaple Křížové cesty, lemující cestu na Křížový vrch. Dochovalo se též sousoší Loučení Krista s Pannou Marií umístěné na mostě při zámeckém mlýnu v ulici Jevíčská a sousoší Krista na hoře Olivetské, které se nachází pod Kalvárií.
Kalvárie, barokní sousoší Tří Křížů s postavami Panny Marie, svatého Jana a dvou andělů, je dílem sochaře Jiřího Pacáka z let 1730 – 1740.
Sousoší Loučení Krista s Pannou Marií (dvě figury) bylo vytvořeno roku 1722 nákladem zámeckého hejtmana Neudecka. Stojí na soklu umístěném na základové desce, sochy jsou v životní velikosti.
Sousoší Krista na hoře Olivetské (šest figur) je umístěno na stráni pod hřbitovním kostelem Nalezení Svatého Kříže, poblíž Kalvárie. Na současné místo bylo přeneseno ze zámeckého mostku. Autor díla je neznámý, sousoší je zachyceno na vedutě rytce Johanna Adama Denselbacha, který zemřel mezi lety 1718 – 1721.
Do souboru Moravskotřebovských pašijí, původně přivezených z Kunčiny, patří dále sousoší Kristus a Kaifáš (dvě figury) a Kristus korunovaný trním (jedna figura). Sochy byly později přeneseny do výklenků při presbyteriu děkanského kostela, nyní jsou uloženy ve františkánském klášteře v Moravské Třebové.

### Okolí poutního místa
Cesta z města na Křížový vrch vede po Schodech mrtvých, zřízených roku 1575. Schodiště je kryto šindelovou střechou a vchází se do něj renesančním portálem. Od schodiště vede cesta na městský hřbitov, který se nachází pod Kalvárií. Hřbitov byl založen roku 1499 Ladislavem z Boskovic, který byl také donátorem stavby kostela Povýšení Svatého Kříže na Křížového vrchu.
Do kostela Povýšení Svatého Kříže byly přeneseny tři dřevěné kříže, které původně stály na Křížovém vrchu. V kostele jsou umístěny za hlavním oltářem.